# Chiaiano (stacja metra)
Chiaiano – stacja metra w Neapolu, na Linii 1 (żółtej). 
Znajduje się przy Via Santa Maria a Cubito i jest jedną z najbardziej ruchliwych stacji na linii dzięki wielu autobusom z sąsiednich miast Marano - Calvizzano - Mugnano - Qualiano - Villaricca - Giugliano, które przejeżdżają tuż przed wejściem do stacji.
Stacja została otwarta 19 lipca 1995.